# Koman Coulibaly
Koman Coulibaly, född 4 juli 1970, är en fotbollsdomare från Mali. Han har bland annat dömt finalen i Afrikanska mästerskapet i fotboll 2010 mellan Ghana och Egypten och medverkat i fotbolls-VM 2010. Han har varit FIFA-domare sedan 1999.